# Seth Meyers
Seth Adam Meyers (28 de desembre de 1973) és un humorista, presentador, guionista, actor i productor estatunidenc. És el presentador del programa Late Night with Seth Meyers de la cadena NBC. Abans de presentar Late Night, va ser membre del programa Saturday Night Live (SNL) de 2001 a 2014, on també va exercir de responsable de guió i de presentador del segment Weekend Update juntament amb Amy Poehler.

## Primers anys
Meyers va néixer a Evanston, Illinois i va viure a Okemos, Michigan entre els 4 i els 10 anys. Posteriorment es va traslladar a Bedford (Nou Hampshire), on es va criar. La seva mare, Hilary Claire Olson, era professora de francès, i el seu pare, Laurence Meyers Jr., treballava en finances. Té un germà petit, Josh Meyers, també actor i humorista, que ha actuat a sèries com That '70s Show.
Pel que fa als seus orígens, el seu avi patern era un jueu asquenazita nascut al que a dia d'avui és Lituània. També té ascendència txeca, austríaca, croata, sueca, anglesa i alemanya. En el programa Finding Your Roots va descobrir que el cognom original de la seva família era "Trakianski", i que va ser canviat a Meyers pel seu besavi.
Va estudiar a Edgewood Elementary School (Okemos) i es va graduar a Manchester High School West (Nou Hampshire). El 1996 va obtenir la llicenciatura en producció de cinema i televisió a la Northwestern University.

## Carrera
Durant els seus estudis a la Northwestern University, Seth Meyers va començar a fer comèdia d'improvisació amb el grup universitari Mee-Ow Show. Després va continuar actuant a ImprovOlympic i, més endavant, a Boom Chicago, una companyia d'improvisació en anglès amb seu a Amsterdam, on també actuava el seu germà. Va ser durant una representació de Boom Chicago a Chicago que va cridar l'atenció dels caçatalents de Saturday Night Live, que el van convidar a fer una audició.

### Saturday Night Live
Seth Meyers va començar a treballar a Saturday Night Live l'any 2001. Amb el temps, va esdevenir un dels guionistes principals del programa i el presentador de la secció Weekend Update, primer amb Amy Poehler i després en solitari. Durant la seva etapa a SNL, va destacar tant per les seves imitacions com per esquetxos escrits per a altres actors, com el famós gag de Tina Fey parodiant Sarah Palin amb la frase “I can see Russia from my house”.  Es va acomiadar de SNL el 2014, després de més d'una dècada al programa, per passar a presentar el seu propi late night show.

### Late Night
El maig de 2013, la cadena NBC va anunciar que Seth Meyers seria el nou presentador del programa Late Night, en substitució de Jimmy Fallon, que passava a presentar The Tonight Show. Meyers va debutar com a amfitrió el 24 de febrer de 2014, amb Amy Poehler com a primera convidada. El músic Fred Armisen, també excompany a SNL, es va incorporar com a líder de la banda del programa, The 8G Band.